# Alexander Adriaenssen

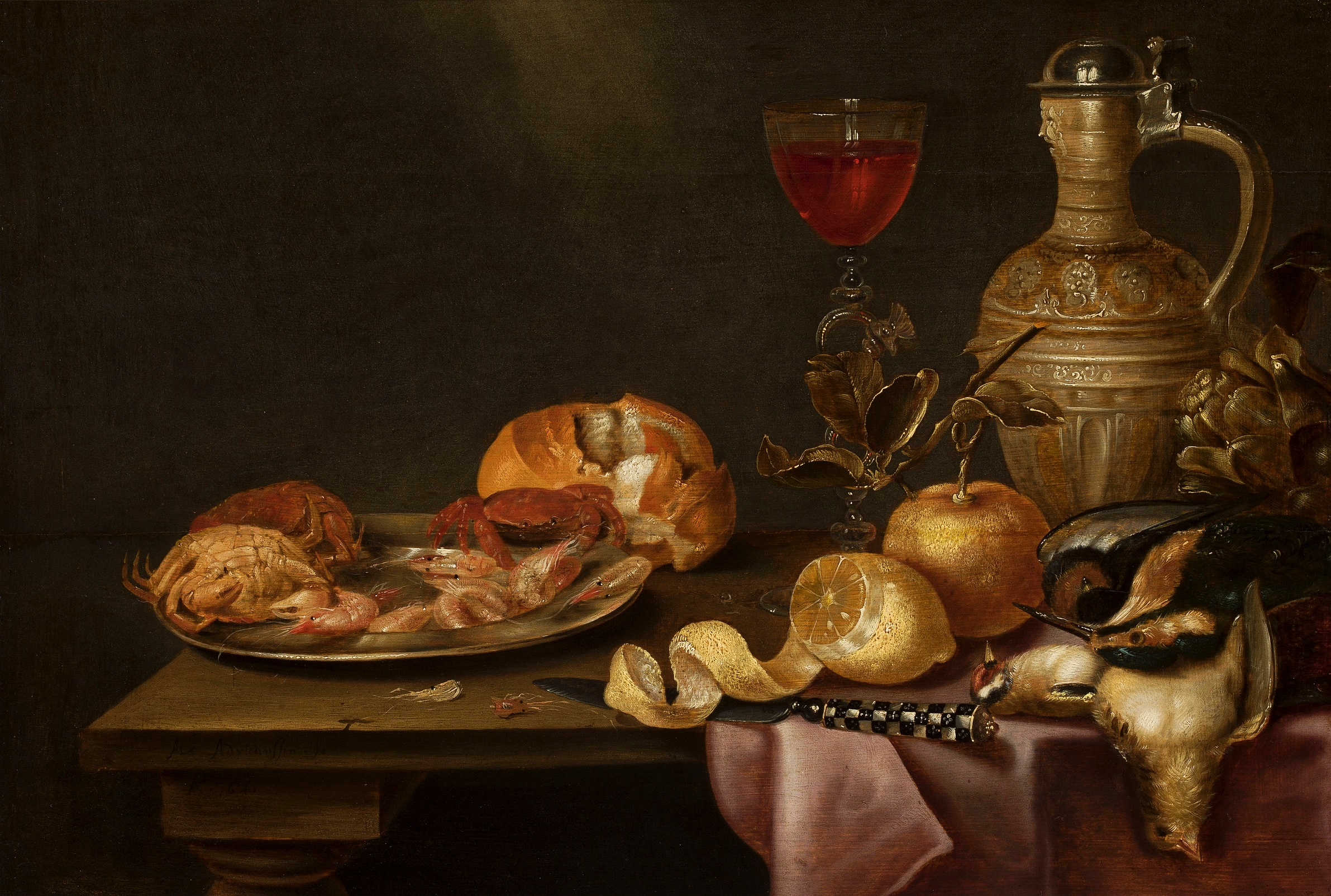
Stilleven met garnalen

Alexander Adriaenssen (Antwerpen, gedoopt op 17 januari 1587 - aldaar, 30 oktober 1661) was een Zuid-Nederlands kunstschilder die gespecialiseerd was in stillevens in Vlaamse barokstijl.

## Leven
Adriaenssen werd op 17 januari 1587 gedoopt in de Sint-Jacobskerk. Hij was de zoon van luitspeler, leraar en componist Emanuel Adriaenssen. Zijn jongere broers waren de schilder van landschappen en veldslagen Vincent Adriaenssen en de portretschilder Niclaes Adriaenssen.
Hij begon in 1597-1598 zijn leertijd bij Artus van Laeck en in 1611 werd hij meester in het Antwerpse Sint-Lucasgilde. Hij was een buurman van Peter Paul Rubens op de Wapper in Antwerpen.
Hij overleed in Antwerpen en werd begraven in de Sint-Jacobskerk.

## Werk

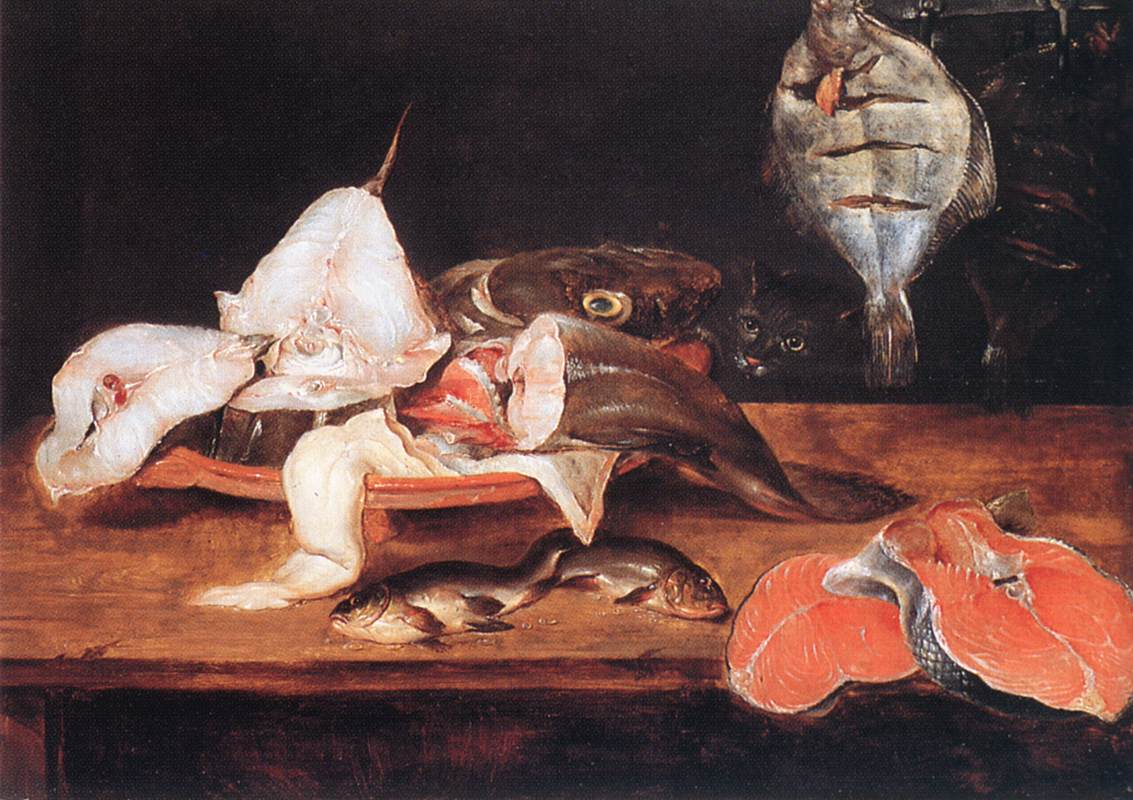
Stilleven met vis

Werken van hem uit de periode 1623-1661 zijn bekend, maar het hoogtepunt van zijn carrière viel ongeveer tussen 1630 en 1650. Alexander Adriaenssen staat voornamelijk bekend om zijn vis- en jachtstillevens. Hij maakte ook weleens 'ontbijtjes', maar deze omvatten meestal ook een vis- of jachtelement. Hij schilderde verder bloemstillevens. Hij was een van de eersten om pronkstillevens te schilderen. Het sub-genre van pronkstillevens was ontwikkeld in Antwerpen tijdens de jaren 1640 en kenmerkte zich door het afbeelden van kostbare serviezen, porselein, metalen bekers en glazen.
Adriaenssen is vooral bekend om zijn weergave van rauwe vis, een gemeenschappelijk onderwerp van Vlaamse and Nederlandse schilders van stillevens. Er zijn wel 60 werken met rauwe vis van hem bekend, meer dan van enig andere kunstenaar in het zeventiende-eeuwse Antwerpen. Veel van zijn visstillevens waren relatief kleine en goedkope werken.
Zoals gebruikelijk in die tijd werkte hij weleens samen met andere kunstenaars zoals Simon de Vos waarbij Adriaenssen het stillevenelement schilderde terwijl Simon de Vos de figuren voor zijn rekening nam.
Zijn werken worden gekenmerkt door een asymmetrische diagonale compositie - een driehoek rustend op een zijde en geflankeerd door ellipsen - terwijl de afgebeelde voorwerpen elkaar overlappen over meerdere vlakken om een grotere diepte te bereiken. Hij maakt gebruik van een sober palet, neigend naar het monochrome. Zijn werk wordt gezien als strevend naar de "zuiverheid van kleur".
Werken van Adriaenssen hangen onder andere in de Berlinische Galerie in Berlijn, het Museo del Prado in Madrid, het Koninklijk Museum voor Schone Kunsten in Antwerpen en het Szépművészeti Múzeum in Boedapest.

## Referenties

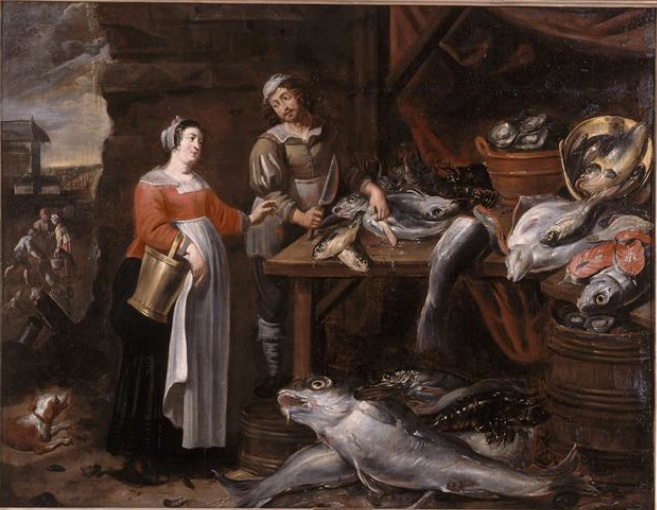
Een visboer